# 威廉·米勒 (赛艇运动员)
威廉·米勒（英語：William Miller，1905年3月16日—1985年5月），美国男子赛艇运动员。他曾代表美国参加1928年和1932年夏季奥林匹克运动会赛艇比赛，其中1928年奥运会获得男子四人单桨无舵手银牌，1932年奥运会获得男子单人双桨银牌。